# Араміс Наглич
Араміс Наглич  (хорв. Aramis Naglić, *28 серпня 1965, м. Рієка, СФРЮ) — хорватський баскетболіст, олімпійський медаліст.

## Виступи на Олімпіадах
| Олімпіада      | Дисципліна | Місце |
| -------------- | ---------- | ----- |
| Барселона 1992 | баскетбол  | 2     |